# فلسطینی‌های عراق
فلسطینیان در عراق افرادی از نژاد فلسطینی هستند که بیشتر آنها پس از آوارگی(نکبت) سال ۱۹۴۸ در عراق اقامت داشته‌اند.  پیش از سال ۲۰۰۳، تقریباً ۳۴۰۰۰ فلسطینی در عراق زندگی می‌کردند که عمدتاً در بغداد سکونت داشتند. با این‌حال ، از زمان جنگ ۲۰۰۳ عراق ، هرچند تعیین یک رقم دقیق دشوار است، این رقم بین ۱۰.۰۰۰ تا ۱۳.۰۰۰ تغییر دارد.    وضعیت فلسطینیان در عراق پس از سقوط صدام حسین و به ویژه پس از بمب‌گذاری در حرم عسکریین در سال ۲۰۰۶ بدتر شد. از آن زمان ، با افزایش ناامنی در سراسر عراق ، آنها مورد آزار و اذیت و خشونت قرارگرفتند، گروه‌های شبه نظامی آن‌ها را برای رفتارهای ترجیحی تحت قانون حزب بعث (نسبت به فلسطینیان) هدف قرار دادند.  در حال حاضر ، چندصد فلسطینی از عراق پس از ورود به اردن و سوریه، در اردوگاه های مرزی زندگی می کنند. دیگران در کشورهای ثالث اسکان داده شده‌اند. 

## تاریخ
تولد جامعه فلسطین در عراق معاصر به سال ۱۹۴۸ برمی‌گردد، زمانی که ارتش عراق که در فلسطین می‌جنگید ، با گروهی از فلسطینی‌ها که مجبور به ترک خانه‌های خود در حیفا و یافا شدند، به بغداد بازگشت.  بعلاوه، برخی از روستائیان فلسطینی توسط ارتش عراق به زور به خدمت درآمده و به آنها و خانواده هایشان اجازه داده شد که در عراق سکونت پیداکنند. به دنبال جنگ شش‌روزه‌ی ۱۹۷۶ با اسرائیل ، موج دوم فلسطینیان به عراق پناهنده‌شدند. موج سوم و آخر نیز در سال ۱۹۹۱ پس از حمله عراق به کویت، هنگامی که فلسطینیان ساکن کویت فرار کردند، رخ داد. در طول سال‌ها ، فلسطینی‌های بسیاری نیز بودند که به‌دنبال کار به عراق آمدند. قبل از سال ۲۰۰۳ ، تقریباً ۲۵۰۰۰ پناهنده‌ی فلسطینی ثبت شده در عراق زندگی می‌کردند.  در دسامبر ۲۰۱۰ ، تقریباً ۱۰ هزار فلسطینی در عراق باقی ماندند که اکثرشان در بغداد و حومه آن زندگی می‌کردند. 

### دوران صدام
عراق عضو کنوانسیون ۱۹۵۱ ژنو در مورد حمایت از پناهندگان نیست. فلسطینی ها هرگز از طرف مقامات عراقی جایگاه رسمی دریافت نکردند، اما دولت عراق با استفاده از پروتکل کازابلانکا اتحادیه عرب در سال ۱۹۶۵ به آن‌ها درجه از حمایت و مساعدت اعطا کرد. در دوران حکومت صدام حسین ، فلسطینیان اجازه اقامت، دسترسی کامل به خدمات دولتی از جمله مراقبت‌های بهداشتی و آموزشی اعطا شد و همچنین اجازه کار داشتند. دولت همچنین اسناد سفر ویژه‌ای را برای پناهندگان فلسطینی صادر کرد، که به آن‌ها اجازه می‌داد آزادانه در سراسر عراق سفر کنند، اما ترک کشور بسیار دشوار بود. برخی نهادهای سیاسی و فرقه ای ادعا می کنند که در رژیم بعثی با فلسطینیان رفتار مطلوبی شده است. دولت مجتمع های مسکونی ویژه ای بنا کرد و اقامتگاه‌هایی با رایانه‌ی دولتی برای فلسطینی‌ها فراهم کرد. فلسطینی ها نیز از خدمت سربازی معاف بودند. همچنین به دانشجویان فلسطینی بورسیه اعطا می شد که آنها را قادر می سازد در دانشگاه های خاص تحصیل کنند. (پس از حمله‌ی عراق به کویت)در طول سال‌های تحریم اقتصادی در دهه ۱۹۹۰، دولت عراق قیمت اجاره را مسدود کرد، و مالکان عراقی را مجبور کرد اجاره آپارتمان خود را به فلسطینی‌ها با حداقل ۱ دلار در ماه پرداخت‌کنند. این امر موجب کینه‌ی مردم عراق نسبت به فلسطینی‌ها شده بود.

### دوران تحریم سازمان‌ملل علیه عراق
فلسطینیان در نتیجه تحریمهای سازمان ملل متحد علیه عراق (۱۹۹۰–۲۰۰۳) آسیب‌های زیادی دیدند. شورای فرماندهی صدام تصمیم‌گرفت که فلسطینی‌ها مجاز به سرمایه گذاری در شرکت‌ها نیستند و اجازه سرمایه گذاری در هیچ گونه از مشاغل کارآفرینانه را ندارند. آنها باید مجوزهای ویژه‌ای برای ازدواج با عراقی‌ها و فلسطینی‌هایی می‌گرفتند که مادرانی عراقی نداشتند و نمی‌توانستند ملیت خود را از مادرشان به ارث ببرند. فلسطینی‌ها مجاز به زندگی در مناطق نزدیک به مرزهای بین‌المللی نبودند و اجازه‌ی کار در مناطق امنیتی حساس را نداشتند. فلسطینی‌ها به دلیل تحریم های سازمان ملل درباره‌ی مسافرت هوایی به عراق و ورود به این کشور و به دلیل اینکه همسایگان عراق به اجازه ورود فلسطینیان به کشورهایشان را نمی‌دادند، در داخل عراق محبوس‌شدند.
همچنین فلسطینیان فقط مجاز به پیوستن به حزب بعث بودند و اجازه‌ی پیوستن به سازمان‌های سیاسی سنتی فلسطینی را نداشتند.

## آزار و شکنجه در عراق پساجنگ
ادعا می‌شود پس از سقوط رژیم صدام در آوریل ۲۰۰۳، فلسطینیان در عراق مورد تبعیض و خشونت فرقه‌ای و کشتار گسترده‌ای توسط دولت عراق و گروه‌های مختلف شبه‌نظامی قرار گرفتند. محله‌های فلسطینی‌نشین مانند الدوره، الحریه و البلادیات در بغداد نیز بمباران شده و مورد حمله قرار گرفتند.  گزارش کمیساریای عالی پناهندگان سازمان ملل در سال ۲۰۰۷ جزئیاتی از خشونت و آزار و اذیت و آزار فلسطینیان در عراق را شامل می‌شود، که موارد آدم‌ربایی، حمله، شکنجه توسط هر گروه‌های شبه‌نظامی ناشناس و وزارت کشور عراق و کشته‌شدن بسیاری از زنان، مردان و کودکان فلسطینی را در برمی‌گیرد. 

### سیاست های دولتی
در دولت جدید منتخب عراق، اجازه اقامت فلسطینیان داده‌شده و هرماه مجبور به حضور و ثبت‌نام در وزارت کشور هستند. این مسئله‌ی بسیار خطرناک به اثبات رسیده است که ترس از شلیک به هنگام ورود یا خروج از وزارت، بسیاری از فلسطینیان را از بدست آوردن حق‌اقامت در عراق بازداشته‌است. علاوه بر این، دیده‌بان حقوق بشر گزارش داد که مقامات وزارت‌کشور خودسرانه آوارگان فلسطینی را دستگیر ، مورد ضرب و شتم ، شکنجه قرار داده و در مواردی نیز سربه‌نیست کرده‌اند.

### بمب گذاری در حرم عسکریین
پس از بمب گذاری در زیارتگاه شیعیان در شهر سامرا ، اوضاع فلسطینیان مقیم عراق به طور قابل ملاحظه ای وخیم‌تر شد زیرا آن‌ها به قربانیانی مترادف با "تروریست" و "شورشی" تبدیل‌شدند. دیده بان حقوق بشر گزارش‌داده‌است که در اواسط ماه مارس، یک گروه شبه نظامی ناشناخته که خود را "گردانهای روز قضاوت" می‌نامید، اقدام به پخش اعلامیه در محله‌های فلسطین کرده و فلسطینیان را به همکاری با شورشیان متهم کرده و موارد زیر را بیان می کند: "ما هشدار می دهیم که اگر ظرف ده‌روز برای همیشه از این منطقه خاریج‌نشوید همه شما را از بین می بریم. علی سیستانی در آوریل ۲۰۰۶ با صدور فتوا، هرگونه حمله به فلسطینیان را منع کرد. با این حال ، به گفته کمیساریای عالی پناهندگان سازمان ملل (UNHCR)، انبوه کشتارها و تهدیدهای مرگ ، جامعه فلسطین را در یک "وضعیت شوک" قرار داده و هزاران نفر را مجبور به ترک کشور کرده‌است.

## فلسطینی‌های فراری از عراق

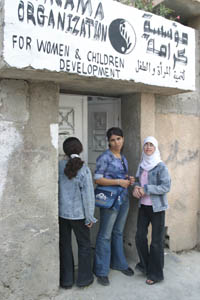
کارامادور

پس از سال ۲۰۰۳ اغلب فلسطینیان یا کشته‌شدند یا به کشورهای همسایه یعنی سوریه و اردن گریختند - که هیچ یک از امضاکنندگان کنوانسیون ۱۹۵۱ ژنو نیستند-. اگرچه هر کشور بدون هیچ گونه قید و شرطی به پروتکل ۱۹۶۵کازابلانکا پایبند است. علی‌رغم سخاوت و مهمان نوازی قابل تحسین مردم سوریه و اردن نسبت به هزاران عراقی و جمعیت بزرگ و کاملاً یکپارچه فلسطینی آن‌ها، هر دو کشور مرزهای خود را به روی فلسطینی‌هایی که از عراق می آمدند بستند. در نتیجه ، بسیاری از آنها در شرایط نامناسب در اردوگاه‌های مرزی مانند الولید یا الکرامه گیرافتادند. هر دو اردوگاه در (نقطه‌ی صفر مرزی یا)"سرزمین هیچکس" نزدیک مرزهای مشترک با سوریه و اردن واقع شده‌اند. باقی فلسطینیان هم چاره‌ای جز بازگشت به شهرهای بغداد و موصل نداشته‌اند. در سال ۲۰۰۷ ، کمیساریای عالی پناهندگان سازمان ملل متحد رهنمودهای واجد شرایط بودن برای ارزیابی نیازهای حفاظت بین‌المللی پناه‌جویان عراقی را منتشر کرد که در آن بیان شده است که «بسیاری از پناهندگان عرب (از جمله فلسطینی ها) مدارک معتبری ندارند»، که این موضوع آزادی حرکت آن‌ها، دسترسی به خدمات را محدود می‌کند و آن‌ها را در معرض خطر بازداشت و احتمالاً بازگرداندن مجدد قرار می‌دهد. به همین ترتیب ، در قضاوت در مورد ادعاهای پناهندگان افرادی که قبلاً در عراق پناهنده بودند ، وضعیت فعلی عراق به گونه ای است که به‌طورکلی حمایت مؤثری در کشور در دسترس نیست. 

### اردن

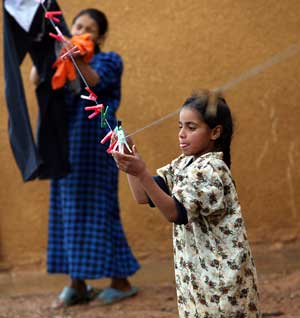
دختران فلسطینی که در نزدیکی مرز عراق و اردن محصور شده‌اند

اردن بیشترین تعداد پناهنده را نسبت به کل جمعیت در جهان دارد و بیشترین تعداد پناهنده فلسطینی را تحت نظر آژانس امدادرسانی و کاریابی برای آوارگان فلسطینی در خاور نزدیک (UNRWA) میزبانی می‌کند. قانون اساسی اردن بازگرداندن "پناهندگان سیاسی به دلیل اعتقادات سیاسی آن‌ها یا دفاع از آزادی" را ممنوع کرده‌است.  بعلاوه ، دولت در سال ۱۹۹۸ توافق نامه‌ای در مورد تعریف پناهنده و الزام عدم منصرف کردن مجدد آن را امضا کرد.  از نظر تاریخی ، دولت اردن به اکثریت قریب به اتفاق پناهندگان فلسطینی تابعیت کامل اعطا کرده‌است ، در حالی که اونروا کمک و خدمات درمانی و بهداشتی را به کسانی که در اردوگاه های پناهندگان زندگی می کنند ارائه می‌دهد.  سیاست های آن در قبال عراقی‌ها چندان روشن نیست. در حال حاضر ، دولت تخمین می زند که ۴۵۰.۰۰۰ - ۵۰۰.۰۰۰ عراقی در اردن زندگی می‌کنند ، درحالی‌که فقط ۳۱.۰۰۰ نفر از این عراقی ها در UNHCR ثبت‌نام شده‌اند. هنوز سیاست های این دولت در قبال آن‌ها در رابطه با ارائه خدمات اساسی چندان روشن نیست. علاوه بر این ، ترجیح داده است هنگام اشاره به عراقی‌ها از لفظ"بازدید کننده" یا "میهمان" استفاده شود و از اصطلاح "پناهنده" که از نظر اجتماعی و سیاسی فهمیده می‌شود و نیازهای بعدی برای ایجاد ترتیبات، خدمات و راه حل‌های دائمی‌تر که زیرساخت های اردن را تحت فشار قرار دهد، جلوگیری‌کند.  وضعیت فلسطینیانی که پس از حمله ۲۰۰۳ به عراق، به اردن فرار کردند، هنوز دشوارتر است. گذشته از تعداد معدودی از روابط خانوادگی در داخل اردن، اکثریت فلسطینیان از ورود یا حرکت آزادانه در داخل کشور خودداری کردند. بنابراین ، بسیاری در سرزمین هیچ کس بین عراق و اردن گیر کرده، یا در اردوگاه الروید در اردن محبوس شدند. 

#### اردوگاه الروویش

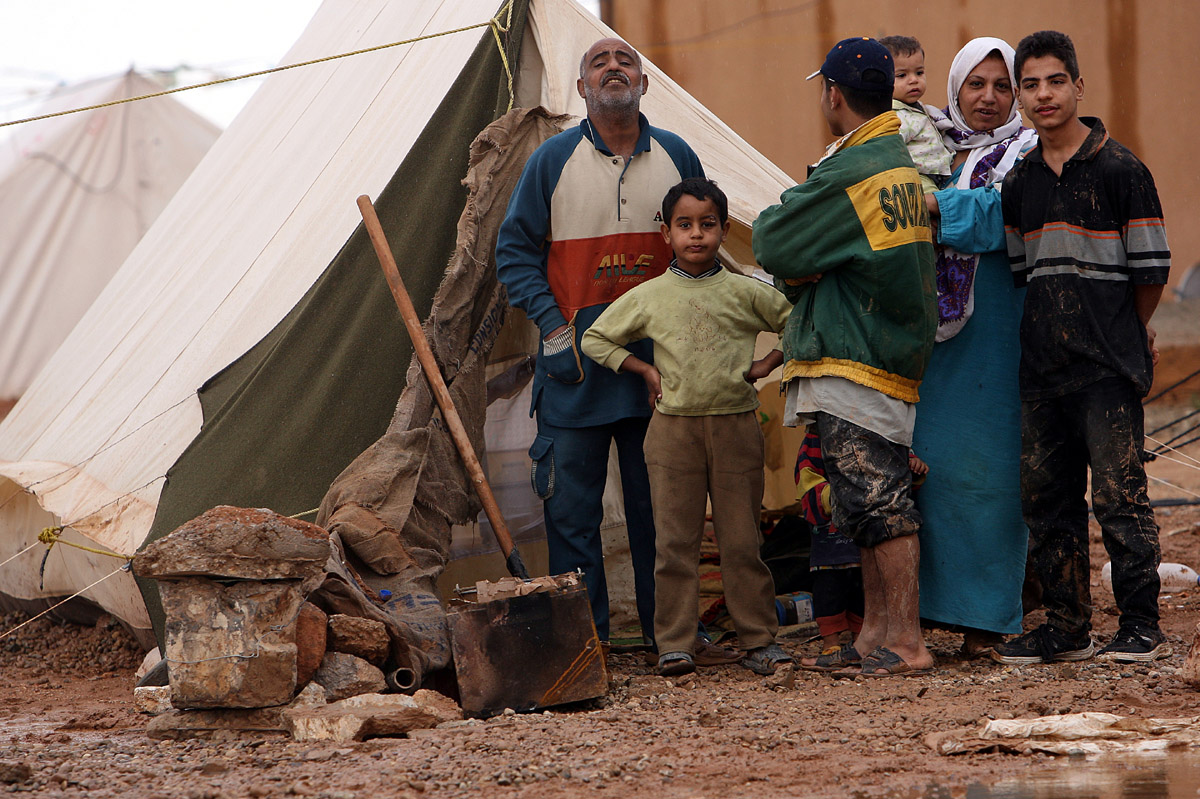
خانواده آوارگان فلسطینی-عراقی در نزدیکی مرز اردن

الروویش در اردن شرقی ، ۶۰ کیلومتری مرز با عراق واقع شده‌است. در طول سالها ، کسانی که در این اردوگاه زندگی می کنند شامل فلسطینیان عراق، کردهای ایرانی، سومالیایی و سودانی‌ها بوده‌اند. با افزایش دما در ماه های تابستان و طوفان در زمستان‌های سخت شرایط زندگی در اردوگاه بسیار دشوار بود.  کمیساریای عالی پناهندگان سازمان ملل و نهادهای غیردولتی محلی به ساکنان اردوگاه غذا و کمک می‌دادند. با این حال ، اکثر کودکان قادر به دسترسی به آموزش نبودند. 
از سال ۲۰۰۳ ، بیش از هزار نفر به کشورهای ثالث اسکان داده شدند ، از جمله ۵۴ فلسطینی که در نوامبر ۲۰۰۶ در کانادا پناهندگی دریافت‌کردند،  و ۱۰۷ فلسطینی که در سال ۲۰۰۷ توسط برزیل پذیرفته‌شدند. بعداً ، در نوامبر همان سال، ساکنان باقیمانده (که همگی فلسطینی بودند) در ایالت های سائوپائولو و ریو گراند دو سول در برزیل اسکان داده‌شدند. درآنجا به آن‌ها قول مسکن اجاره‌ای، مبلمان و کمک مادی به مدت دو سال داده شد، به عنوان حمایت اخلاقی داوطلبانه در جوامع، که باید در ادغام محلی به آن‌ها کمک کنند. 

### سوریه
از زمان اولین ورود در سال ۱۹۴۸ و همچنین چند صد هزار عراقی در سال های اخیر، تعداد قابل توجهی از فلسطینیان در سوریه حضور داشته‌اند. طبق گزارش فافو در سال ۲۰۰۷ آوارگان فلسطینی نسبت به اردن بهتر در جامعه سوریه ادغام شده اند"  بر خلاف اردن ، به فلسطینی های مقیم سوریه تابعیت داده نشده‌است. فارغ از ملیت سوریه و حق رأی ، فلسطینیان از"... همان حقوق مدنی و خدماتی را که شهروندان محلی از آن برخوردار هستند، و از لحاظ اجتماعی پناهندگان فلسطینی را در کشورهای میزبان ادغام می‌کنند" برخوردارند. سوریه مانند اردن کنوانسیون ۱۹۵۱ را امضا نکرده‌است، اما طرفدار پروتکل ۱۹۶۵ کازابلانکا برای حمایت از پناهندگان فلسطینی است. قانون اساسی ۱۹۷۳ سوریه به‌دلیل "اصول سیاسی یا دفاع از آزادی" اجازه اخراج پناهندگان را نمی‌دهد ، اگرچه دولت رویه‌ای برای اعطای پناهندگی نیز ندارد. وزارت امور اجتماعی سوریه همچنین با کمیساریای عالی سازمان ملل متحد برای پناهندگان یک یادداشت تفاهم مشترک دارد که به این سازمان اجازه می‌دهد با سازمان‌های محلی برای کمک به پناهندگان همکاری و به آن‌ها کمک‌کند.
پس از چنین سابقه‌ای در زمینه مهیاکردن سرپناه و خدمات برای آوارگان فلسطینی و عراقی، مشخص نیست که چرا دولت سوریه از سال ۲۰۰۶ از ورود فلسطینیانی که از عراق به‌سمت سوریه آمده‌اند خودداری کرده است. 

#### اردوگاه التنف
اردوگاه التنف یک اردوگاه موقت بود که در سوریه و مرز عراق قرار داشت. اولین بار در سال ۲۰۰۶ در زمانی که مقامات سوریه از ورود ۳۸۹ عراقی-فلسطینی خودداری کردند افتتاح شد. نمایندگان کمیساریای عالی پناهندگان سازمان ملل متحد متصور بودند که اردوگاه برای چند هفته دایر خواهد بود، اما این چند هفته درعین وجود استانداردهای غیرقابل تحمل برای زندگی، به سال‌ها تبدیل شدند. تعداد افراد درون اردوگاه همچنان افزایش می‌یابد، زیرا فلسطینیانی توسط مقامات سوریه شناسایی می‌شوند که از عراق با استفاده از اسناد جعلی وارد سوریه شده‌اند. این اردوگاه در طی دوره مارس ۲۰۰۶ تا تعطیلات سال ۲۰۱۰، میزبان بیش از ۱۳۰۰ عراقی-فلسطینی بوده‌است. 
شرایط زندگی در التنف بسیار ناخوشایند بود و ساکنان آن در معرض آب‌وهوای سخت کویری قرار داشتند.  ساکنان این اردوگاه همچنین مسمومیت به عقرب و حیوانات موذی، درجه حرارت شدید، طوفان شن، وزش باد شدید و ویرانگر  را تحمل کرده‌اند. به دلیل وجود چادرهای بوم با احتمال اشتعال بالا، وقوع آتش سوزی نیز در التنف و سایر اردوگاه ها یک اتفاق معمول بود. یک زبن باردار در حین آتش سوزی خیمه‌ای که در آن ساکن بود ، در این اردوگاه کشته‌شد. 
برخی از ساکنان این اردوگاه یک شبکه تلویزیونی آماتور به نام گروه رسانه‌ای التنف(Al Tanf Media Group) تأسیس‌کردند تا رنج آن‌ها را به‌تصویر بکشد و ساکنان جوان‌تر اردوگاه را به اشتغال درآورند و فرصت های مهارت‌آموزی را در اختیار آنها قرار دهند. آنها با استفاده از رایانه و دوربین کوچک دیجیتال توانستند مستندهای کوتاهی تولید کرده و در داخل اردوگاه برنامه‌ی اکران فیلم ترتیب‌دهند. این فیلم‌ها از طریق اینترنت و در میان هیئت‌های سازمان‌های بین‌المللی که از اردوگاه‌ها بازدید می‌کردند توزیع‌شد. 
در اول فوریه ۲۰۱۰، کمیساریای عالی پناهندگان سازمان ملل اردوگاه را بست و آخرین ۶۰نفر از ساکنان باقی مانده را به اردوگاه الهول منتقل کرد، جایی که گفته شد آن‌ها قبل از اسکان مجدد در کشورهای ثالث به طور موقت در آن زندگی می‌کنند. 

#### اردوگاه الهول
الهول تا امروز باز است و حدود ۵۵ کیلومتری شهر دیرالزور در شمال شرقی استان حسکه واقع شده است و با مرز با عراق فاصله دارد. این اردوگاه برای مقابله با هجوم پناهجویان عراقی از جنگ خلیج فارس برای اولین بار در سال ۱۹۹۱ برپا شد. در پاسخ به فرار فلسطینی ها از عراق دوباره در سال ۲۰۰۵ افتتاح شد. در حال حاضر، ۴۵ خانواده در این اردوگاه زندگی می‌کنند که خبری از اسکان آن‌ها در کشور ثالث برای آینده نزدیک نیست. در نتیجه، اونروا و کمیساریای عالی پناهندگان سازمان ملل متحد همکاری با ساکنان این اردوگاه را برای ایجاد هماهنگی‌های دائمی‌تر با آن‌ها را آغاز کرده‌اند. کودکان این اردوگاه با کودکان سوری در روستای الهول در نزدیکی مدرسه تحصیل می‌کنند و مردان برای تأمین غذای اضافی محصولات زراعی می‌کارند. کمیساریای عالی پناهندگان سازمان ملل برای آموزش مقدماتی، بهداشتی و تفریحی در داخل اردوگاه شرایط را مهیا می‌کند و برنامه های آموزش حرفه‌ای برای زنان توسط سازمان بین‌المللی مهاجرت و با مشارکت اتحادیه اروپا ایجاد شده‌است.

## اسکان مجدد
اسکان مجدد باعث خلاصی هزاران عراقی-فلسطینی می‌شود که به عنوان آوارگان در عراق یا پناهندگان در اردوگاه های مرزی نامناسب زندگی می‌کنند. با این حال، پیشرفت هایی نیز وجود داشته است -به ویژه برای کسانی که در اردوگاه‌های مرزی عراق، سوریه و اردن زندگی می‌کنند-. در پایان سال ۲۰۰۹ ، به ۶۱ نفر از ساکنان اردوگاه التنف اجازه اقامت در ایتالیا داده شد  و از ۱۳۰۰ ساکن عراقی-فلسطینی که در این اردوگاه گرفتار شده بودند، بیش از ۱۰۰۰ نفر به کشورهای ثالث منتقل شدند. از جمله بلژیک، شیلی، فنلاند، ایتالیا، نروژ، سوئد، سوئیس و انگلستان.  در سال ۲۰۰۹، ایالات متحده همچنین اجازه داد بیش از هزار فلسطینی عراقی از اردوگاه‌های داخل عراق در مرزهای خود آمریکا اسکان داده شوند. این بزرگترین اسکان اسکان پناهندگان فلسطینی در تاریخ ایالات‌متحده بوده است.  منتقدان تصمیم وزارت امورخارجه در مورد اسکان مجدد این گروه از فلسطینیان معتقد بودند که آن‌ها هوادار صدام هستند.  در دسامبر ۲۰۰۹، تلاش های یکپارچه شرکت غیر انتفاعی انجمن استرالیا برای موارد اضطراری پناهندگان عراقی فلسطینی(ASPIRE) و سازمان عفو بین‌الملل-استرالیا منجر به تصویب وضعیت پناهندگی بشردوستانه از طرف دولت استرالیا برای ۱۶خانواده و ۶۸ نفر از الهول شد. آنها اکنون در ملبورن و پرت زندگی می‌کنند. 

## راه حل‌های بلندمدت و وضعیت فعلی
در فوریه ۲۰۱۰، کمیلی پناهندگان سازمان ملل متحد متعهد شد که "به حمایت از تلاش برای دستیابی به راه حل آبرومندانه‌ای برای همه آوارگان فلسطینی که در اردوگاه‌ها اسیر شده اند ادامه‌دهد". با این حال ، از مارس ۲۰۱۱، تصور می‌شود که چند هزار عراقی-فلسطینی بدون دسترسی به خدمات قانونی در دمشق زندگی می‌کنند. علاوه بر این، چند صد فلسطینی در اردوگاه های الولید و الهول باقی مانده‌اند، بدون اینکه امید قریبی برای اسکان مجدد در کشورهای ثالث داشته باشند. در تابستان ۲۰۱۴ حداقل ۸۵ پناهنده‌ی فلسطینی، عمدتاً از موصل ، در اردوگاه آوارگان خزیر و بعداً در اردوگاه آوارگان بهارکا، در نزدیکی اربیل، پناه گرفتند و در جریان حمله دولت اسلامی در عراق و شام از شمال عراق فرار کردند.

## پیوندهای ویدئویی
- فلسطینیان در سرزمین هیچ کس در عراق قسمت دوم (زنده در بغداد ، ژوئن ۲۰۰۷) http://www.mefeedia.com/video/3142180
- کودکان زیر آسمان - Capoeira at Al Tanf (Bidna Capoeira، May 2009) https://www.youtube.com/watch؟v=9LDXkKQMhpE
- شاهد: ترک التنف (الجزیره انگلیسی ، 18 مارس 2010) https://www.youtube.com/watch؟v=CP6lBwBhsGc
- گزارش خبری "فلسطینیان" در اردوگاه پناهندگان عراق "گرفتار" (الجزیره انگلیسی ، 20 ژوئن 2009) ، https://www.youtube.com/watch؟v=FWc9X9njIVE
- کمپ فراموش شده: اردوگاه الروایش (Journeyman Pictures ، سپتامبر 2003) https://www.youtube.com/watch؟v=zitvugtteSA&feature=fvwrel
- مصطفی خلیلی و رامالا گری، بازدید رامالا گری آل TANF (نگهبان، 20 مارس 2009) http://www.guardian.co.uk/world/video/2009/mar/19/syria-refugees-romola-garai

## افراد برجسته
- حنان العطار ، خواننده اپرا
- سما الشیبی ، هنرمند و عکاس
- لیلا بارکلی ، روزنامه نگار و داستان سرای آمریکایی (متولد بیروت از مادری عراقی و پدری فلسطینی).
- رعد غانتوس ، طراح داخلی
- رائد جرار ، معمار ، وبلاگ نویس و فعال
- بشار لؤلؤ ، رهبر ارکستر
- شریف حکمت نشاشیبی ، بنیانگذار و رئیس سازمان دیده بان عربی
- رکاد سالم ، سیاستمدار
- فرح صرافه ، شاعر
- نادا شبوت ، مورخ هنر
- جلال توفیق ، هنرمند
- بدر البنا ، فیزیکدان مغز و اعصاب و استاد